# Фінберг Михайло Якович
Фінберг Михайло Якович (біл. Міхаіл Якаўлевіч Фінберг; 21 лютого 1947, Мозир — 11 грудня 2021) — білоруський диригент, професор Білоруської академії музики, художній керівник — директор Державного концертного оркестру Республіки Білорусь, Заслужений діяч мистецтв БРСР (1990), Народний артист Білорусі (1994).

## Навчання
У музичній школі займався скрипкою. Закінчив Білоруську державну консерваторію за фахом «оркестрове диригування» (1970) та аспірантуру при ній (1973). Професор Білоруської академії музики.

## Творчість
- Вихованець військового оркестру штабу Білоруського військового округу (1962—1966 рр.)
- Артист оркестру Білоруського радіо і телебачення (1967—1970 рр.)
- Диригент, головний диригент оркестру Мінського державного цирку (1970—1987 рр.).
- З 1987 року художній керівник — директор Державного концертного оркестру Республіки Білорусь.

Член Комітету з державних премій Республіки Білорусь. Член правління Білоруського союзу музичних діячів. Заступник голови громадської ради у справах мистецтв при Раді Міністрів Республіки Білорусь.
У грудні 2000 року Президентом Білорусі Олександром Лукашенком призначений членом Ради Республіки Національних зборів Республіки Білорусь художнього керівника Державного концертного оркестру Республіки Білорусь. Член Постійної комісії Ради Республіки Національних зборів Республіки Білорусь з соціальних питань.

## Нагороди та звання
- Народний артист Білорусі.
- Орден Франциска Скорини (2006).
- Лауреат премії Союзної Держави в галузі літератури і мистецтва (2008)[8]
- Почесний громадянин міста Мозир.